# سیارک ۲۰۵۳۲
سیارک ۲۰۵۳۲ (به انگلیسی: 20532 Benbilby، نامگذاری:1999RL64) بیست هزار و پانصد و سی و دومین سیارک کشف شده‌است که در ۷ سپتامبر ۱۹۹۹ کشف شد.
قدر مطلق سیارک برابر ۱۸.۶ است.